# DR-CAFTA

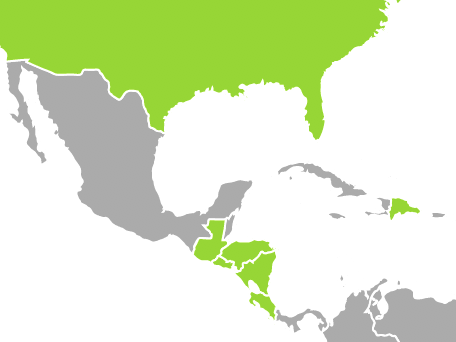
Mitgliedstaaten der DR-CAFTA

DR-CAFTA (englisch Dominican Republic-Central America Free Trade Agreement, spanisch Tratado de Libre Comercio entre Estados Unidos, Centroamérica y República Dominicana) ist ein Freihandelsabkommen zwischen den Vereinigten Staaten, Costa Rica, der Dominikanischen Republik, El Salvador, Guatemala, Honduras und Nicaragua. Seit dem Beitritt der Dominikanischen Republik 2004 wird das Freihandelsabkommen offiziell DR-CAFTA (Dominican Republic – Central American Free Trade Agreement) genannt.
Die Unterzeichnung des Abkommens löste in zahlreichen Ländern Mittelamerikas, aber auch in den Vereinigten Staaten massive Proteste aus. Die Ratifizierung durch das US-Repräsentantenhaus am 27. Juli 2005 gelang mit 217 zu 215 Stimmen und mit Hilfe von Geschäftsordnungstricks. Während einige Wirtschaftsverbände in den USA in dem Abkommen nationale Arbeitsplätze gefährdet sehen, fürchten die mittelamerikanischen Unternehmen v. a. die überlegene wirtschaftliche Konkurrenz der US-Wirtschaft. Der mittelamerikanische Landwirtschaftssektor, vor allem im kleinbäuerlichen Bereich, fürchtet die durch Subventionen verbilligten US-Importe und die Verpflichtung, gentechnisch verändertes Saatgut und dafür entwickelte Pestizide von US-Firmen beziehen zu müssen. Weitere Kritikpunkte seitens verschiedener NROs sind die erweiterten Investorenrechte, mögliche negative Folgen für die Nahrungsmittelsicherheit und die dauerhafte Fixierung z. T. sehr niedriger Arbeits- und Umweltstandards in einzelnen Ländern unter dem Deckmantel der Anerkennung der nationalen Gesetzgebung.
Das DR-CAFTA-Abkommen wird als ein weiterer Schritt angesehen, das in Verhandlungen gescheiterte Freihandelsabkommen FTAA (Free Trade Area of the Americas), welches die USA, Kanada und 34 Länder Lateinamerikas (mit der Ausnahme Kubas) umfassen soll, schrittweise durchzusetzen. DR-CAFTA soll US-Firmen den unbeschränkten Zugang zum Markt dieser mittelamerikanischen Länder garantieren. Bis 2015 müssen die mittelamerikanischen Länder alle Importhürden für US-Produkte und Dienstleistungen abgebaut haben. Der Fortfall von Importbeschränkungen erleichtert privaten Unternehmen, die z. B. kommunale Dienstleistungen oder Schulprogramme anbieten, Bildungsdienstleistungen akkreditieren, Sportwetten, Gesundheitsdienstleistungen oder Finanzmarktprodukte vertreiben, den Zugang zu den zentralamerikanischen und dominikanischen Märkten. Doch gerade die Importregulierung, v. a. durch Zölle, oder Quoten für die Beschäftigung ausländischer Fachkräfte waren bisher wichtige Instrumente vieler mittelamerikanischer Länder, um die wirtschaftliche und soziale Entwicklung im eigenen Land zu schützen.